# Miotropis mediolineatus
Miotropis mediolineatus är en stekelart som först beskrevs av Girault 1917.  Miotropis mediolineatus ingår i släktet Miotropis och familjen finglanssteklar. Inga underarter finns listade i Catalogue of Life.